# Вудсток (Коннектикут)
Вудсток (англ. Woodstock) — місто (англ. town) в США, в окрузі Віндем штату Коннектикут. Населення — 8221 особа (2020).

## Демографія
Згідно з переписом 2010 року, у місті мешкали 7964 особи в 3151 домогосподарстві у складі 2330 родин. Було 3582 помешкання
Расовий склад населення:
| - 97,2 % — білих - 0,7 % — азіатів - 0,4 % — чорних або афроамериканців - 0,3 % — корінних американців |

До двох чи більше рас належало 1,0 %. Частка іспаномовних становила 1,5 % від усіх жителів.
За віковим діапазоном населення розподілялося таким чином: 23,1 % — особи молодші 18 років, 63,5 % — особи у віці 18—64 років, 13,4 % — особи у віці 65 років та старші. Медіана віку мешканця становила 44,1 року. На 100 осіб жіночої статі у місті припадало 98,1 чоловіків;  на 100 жінок у віці від 18 років та старших — 96,3 чоловіків також старших 18 років.
Середній дохід на одне домашнє господарство  становив 95 847 доларів США (медіана — 81 441), а середній дохід на одну сім'ю — 110 223 долари (медіана — 97 091). Медіана доходів становила 68 276 доларів для чоловіків та 52 813 долари для жінок. За межею бідності перебувало 6,0 % осіб, у тому числі 9,1 % дітей у віці до 18 років та 4,0 % осіб у віці 65 років та старших.
Цивільне працевлаштоване населення становило 3940 осіб. Основні галузі зайнятості: освіта, охорона здоров'я та соціальна допомога — 22,5 %, роздрібна торгівля — 11,5 %, будівництво — 11,1 %, виробництво — 10,8 %.